# Associação Evangélica Brasileira
 Associação Evangélica Brasileira (AEVB) é uma associação que congrega líderes evangélicos do Brasil, fundada em 1991.
A associação foi criada como uma tentativa de ocupar o espaço da Confederação Evangélica do Brasil, que fazia oposição ao Regime Militar de 1964 e teve suas lideranças à época presas. Uma vez que as novas lideranças pareciam cooptadas e envolvidas em escândalos relativos a concessões de telecomunicações, isso gerou descontentamento com a Confederação, fazendo surgir a AEVB. Seu primeiro presidente foi o reverendo Caio Fábio. Ainda ma década de 1990, a associação lançou um texto que ficou muito conhecido chamado Decálogo do voto evangélico, onde exortava os cristãos a praticarem o voto consciente e não votarem em alguém apenas por ser evangélico. As lideranças da então crescente Igreja Universal do Reino de Deus tentaram fazer parte da associação, sendo rejeitadas, o que levou a um crescente embate entre a AEVB e a IURD. Começou então uma rivalidade entre a AEVB e o Conselho Nacional de Pastores do Brasil, capitaneado por Edir Macedo e o pastor Manoel Ferreira, da Assembleia de Deus. Em 1995, a associação assinou um duro texto condenando a Universal e sugerindo que ela deixasse de se declarar uma igreja evangélica. A nota acabou gerando enorme polêmica, e por causa dela a Igreja de Nova Vida teria deixado a entidade. Pressionada, a diretoria da AEVB acabou soltando uma nova nota atenuando a primeira e fazendo também críticas à minisséria Decadência, da Rede Globo, que à época era vista como crítica à Universal.
A associação era considerada progressista e socialmente ativa, mas também sofria críticas de evangélicos mais conservadores, como por exemplo a de tentar passar uma representação maior do que a qual realmente possuía, e de supostamente ser adepta do "Evangelho social modernista". Apesar de sua força, a entidade decaiu em importância após a saída de Caio Fábio da presidência, motivado por seu rompimento com o movimento protestante brasileiro mais ortodoxo.
Na década de 2010, foi criada a Aliança Cristã Evangélica Brasileira, tentando reviver a força que a AEVB um dia teve.